# Ince
Ince – wieś w Anglii, w hrabstwie ceremonialnym Cheshire, w dystrykcie (unitary authority) Cheshire West and Chester. Leży 11 km na północny wschód od miasta Chester i 270 km na północny zachód od Londynu. W 2011 roku civil parish liczyła 203 mieszkańców. Ince jest wspomniana w Domesday Book (1086) jako Inise.